# Wakanda szemei
A Wakanda szemei vagy Vakanda szemei (eredeti cím: Eyes of Wakanda) 2025-ös amerikai 3D-s számítógépes animációs szuperhős sorozat, amelyet Todd Harris készített.
Az Amerikai Egyesült Államokban és Magyarországon 2025. augusztus 1-jén mutatta be a Disney+.
Ez a Marvel által készített tizenötödik televíziós sorozat, amely a Marvel-moziuniverzum (MCU) történéseihez tartozik.

## Ismertető
A Hatut Zaraze, a wakandai harcosok egy elit egysége, veszélyes küldetéseket hajt végre szerte a világon, hogy a történelem során szétszóródott vibránium ereklyéket visszaszerezzenek.

## Szereplők

### Főszereplők
| Szerep             | Eredeti hang          | Magyar hang      | Leírás |
| ------------------ | --------------------- | ---------------- | --- |
| Noni               | Winnie Harlow         | Pájer Alma Virág | A Dora Milaje, Wakanda kizárólag nőkből álló elit különleges egységének egykori, megszégyenült tagja, aki különleges küldetésre indul a Minószi Kréta szigetére i. e. 1260-ban. Később a Vérebek vezetője lesz.       |
| Noni               | Lynn Whitfield (idős) | Kovács Nóra      | A Dora Milaje, Wakanda kizárólag nőkből álló elit különleges egységének egykori, megszégyenült tagja, aki különleges küldetésre indul a Minószi Kréta szigetére i. e. 1260-ban. Később a Vérebek vezetője lesz.       |
| Nkati / Oroszlán   | Cress Williams        | Olt Tamás        | Egykori wakandai tábornok, aki hadúrrá és kalózzá vált. I. e. 1260-ra az ellopott fejlett wakandai technológia segítségével megalapította saját zsarnoki királyságát, melyet „az oroszlán büszkesége” néven ismernek. |
| B'Kai / Memnón     | Larry Herron          | Lengyel Benjámin | Véreb ügynök, aki i. e. 1200-ban titkos bevetésen szolgál Trójában. |
| Akhilleusz         | Adam Gold             | Hajdu Tibor      | A trójai háború görög hőse és a mürmidónok parancsnoka. |
| Basha              | Jacques Colimon       | Szatory Dávid    | A Vérebek egyik tagja, aki1400-ban Kínába utazik, hogy visszaszerezzen egy wakandai ereklyét. |
| Dzsoráni / Vasököl | Jona Xiao             | László Lili      | Álarcos kínai harcos és a Vasököl címet viselő személy i. u. 1400-ban, aki erejét a halhatatlan sárkány, Shou-Lao izzó, olvadt szívéből meríti, miután legyőzte őt.                                                   |
| Kuda               | Steve Toussaint       | Mészáros András  | A Vérebek egyik tagja, aki felügyeli Tafari első terepküldetését. |
| Tafari             | Zeke Alton            | Kerek Dávid      | Wakandai királyi sarj és Vérebek tagja 1896-ban |

### Mellékszereplők
| Szerep        | Eredeti hang          | Magyar hang     | Leírás                                                         |
| ------------- | --------------------- | --------------- | -------------------------------------------------------------- |
| Akeya         | Patricia Belcher      | Szabó Gabi      | A Dora Milaje legidősebb vezetője és Noni felettese.           |
| Ferro         | Jason Konopisos       | Mészáros András | Mürmidón katona, aki kételkedik Memnón hűségében Akhilleuszhoz |
| Odüsszeusz    | Kiff VandenHeuvel     | Varga Gábor     | A trójai háború idején Ítaka görög királya.                    |
| Parisz        | Yerman Gur            | Bergendi Áron   | A trójai háború idején Trója hercege.                          |
| Helené        | Joanna Kalafatis      | Hábermann Lívia | Paris felesége, aki egy wakandai ereklyével rendelkezik.       |
| Ebo           | Isaac Robinson-Smith  | Formán Bálint   | A Vérebek kapitánya, aki felügyeli Basha küldetését.           |
| Rakim         | Gary Anthony Williams | Bognár Tamás    | A Vérebek főtanácsosa, valamint Basha és Ebo felettese.        |
| Fekete Párduc | Anika Noni Rose       | Csuja Fanni     | Időutazó királynő, aki 500 évvel a jövőből érkezik Wakandába.  |
| Tábornok      | Debra Wilson          | Varga Lili      | A Dora Milaje tábornok.                                        |

### Magyar változat
- Magyar szöveg: Gáspár Bence
- Szakértő: Aradi Gergely
- Felvevő hangmérnök: Jacsó Bence
- Vágó: Kajdácsi Brigitta
- Gyártásvezető: Kincses Tamás
- Szinkronrendező: Tabák Kata
- Produkciós vezető: Hagen Péter
- Keverőstúdió: Shepperton International
- Művészeti vezető: Maciej Eyman

A szinkront a Mafilm Audio Kft. készítette.

## Epizódok
| Sor. | Év. | Cím                                         | Rendező                  | Író             | Premier            |
| --- | --- | ------------------------------------------- | ------------------------ | --------------- | ------------------ |
| 1. | 1.  | Az oroszlánbarlangban (Into the Lion's Den) | Todd Harris              | Geoffrey Thorne | 2025. augusztus 1. |
| I. e. 1260-ban a korábbi Dora Milaje-harcos, Noni megbízást kap felettesétől, Akeyától: el kell fognia egy szökött Hatut Zaraze ügynököt, Nkatit, aki már több elfogására küldött ügynököt is megölt. Akeya attól tart, hogy Nkati elárulja Wakanda titkait és technológiáit, ezzel veszélybe sodorva a királyságot. Nkati, aki magát Az Oroszlánnak nevezi, különböző országokból rabolt el férfiakat és nőket, akiket saját kultuszába, az Oroszlán Falka nevű szektába kényszerített. Noni egy krétai rajtaütés során szándékosan hagyja, hogy elrabolják, így jut be Nkati emberei közé. Miután megszerzi az irányítást egy hajó felett és kiszabadítja a többi foglyot, beszivárog Nkati mélytengeri komplexumába. Több harcost legyőzve végül szemtől szembe kerül Nkatival, akit egy párbajban megöl. A haldokló Nkati aktiválja az önmegsemmisítő rendszert, ami felrobbantja az egész létesítményt. Noni túléli a robbanást, és Akeya felajánlja neki, hogy térjen vissza a Dora Milajéhez. A makacsul független Noni azonban úgy dönt, hogy inkább csatlakozik a Hatut Zarazéhoz. |     |                                             |                          |                 |                    |
| 2. | 2.  | Hősök és hazugságok (Legends and Lies)      | John Fang                | Marc Bernardin  | 2025. augusztus 1. |
| A trójai háború idején, i. e. 1200-ban a wakandai B’Kai beépült a görög hadseregbe, Memnón álnéven, és összebarátkozott Akhilleusszal. Titkos küldetése az volt, hogy megszerezzen egy különleges wakandai ereklyét a trójai királyi palotából. Egyik portya során a trójaiak megfordítják a harc menetét, így Odüsszeusz elrendeli a visszavonulást. Memnón hűségét megkérdőjelezi egy katona, Ferro, ám Akhilleusz megvédi őt. Ekkor megjelenik Odüsszeusz, és előáll a trójai faló ötletével. Miután a faló elkészül, a görögök azt ajándékként adják át a trójaiaknak. Aznap éjjel Memnón, Akhilleusz és embereik előbújnak a falóból, csendben kiiktatják az őröket, és beengedik a görög sereget. Egy őrnek azonban sikerül megkongatnia a harangot, mielőtt megölik, ez riasztja a trójai katonákat, akik azonnal a betolakodók ellen vonulnak. Memnón eltér a harctól, amit Akhilleusz is észrevesz. Memnón szembekerül a menekülő Parisszal és Helenével, és meggyőzi őket, hogy adják át neki a wakandai ereklyét. Miután Parisz és Helené egy titkos alagúton keresztül elmenekülnek, Akhilleusz utoléri Memnónt, és meglátja őt az ereklyével a menekülő páros közelében. Azt hiszi, Memnón trójai kém, ezért harcba keveredik vele, és egy rövid időre meg is szerzi az ereklyét. Heves küzdelmük során Memnón megsebesíti Akhilleuszt a sarkán, majd önvédelemből – bár vonakodva – leszúrja őt, miközben kijelenti, hogy sem a görögök, sem a trójaiak oldalán nem áll. Hat hónappal később, Wakandában, az idős Noni figyelmezteti B’Kait az országon túli világ veszélyeire, saját tapasztalataira hivatkozva. |     |                                             |                          |                 |                    |
| 3. | 3.  | Elveszve és megtalálva (Lost and Found)     | John Fang és Todd Harris | Marc Bernardin  | 2025. augusztus 1. |
| 1400-ban, egy Wakandai ügynök, Basha beszivárog K’un-Lun városába, hogy visszaszerezzen egy ellopott wakandai ereklyét, amely egy kis kínai sárkány szoborban van elrejtve. Az ereklyét nem lehet eltávolítani, ezért Basha levágja a szobor fejét, és visszarepül Wakandába. Hazatérve jelentést tesz a terepmunkát irányító Ebo és a tanácstag Rakim előtt. Eközben a hangárban egy titokzatos betolakodó bukkan elő Basha hajójából, és eltávolítja a személyzetet. A betolakodó Ebo-t keresi, és Basha holléte felől érdeklődik. Ebo egy trükkel egy kantinba csalogatja, ahol a Hatut Zeraze elit őrség vár rá, de a betolakodó legyőzi őket és elmenekül. Basha végül szembekerül a betolakodóval, aki nem más, mint Dzsoráni, az a nő, aki megtalálta őt a hóban K’un-Lun közelében, és ápolta, míg fel nem épült. Dzsoráni követte Bashát, amikor ellopta a sárkány szobrot. Az ereklyeteremben Basha elmagyarázza, hogy a tárgy eredetileg Wakandáé volt, de Dzsoráni szerint most már az ő népe számára fontosabb lett. Ezután Vasököl-erejét használva kiszívja a vibrániumot a szobor fejéből. Basha elrejti Dzsoránit egy biztonságos szobában, miközben ő és Ebo eltussolják a Rakim elleni támadást. Rakim hálából előlépteti Ebót. Végül titokban visszacsempészik Dzsoránit a hangárba, hogy visszatérhessen K’un-Lunba a szobor fejével együtt. |     |                                             |                          |                 |                    |
| 4. | 4.  | Az utolsó Párduc (The Last Panther)         | Todd Harris              | Geoffrey Thorne | 2025. augusztus 1. |
| 1896-ban Kuda mentorálja Tafari herceget első küldetésén, amely során egy vibrániumból készült baltát kell visszaszerezniük Adwából, egy csata közepette. Hazafelé tartva Wakandába, egy páncélozott alak hirtelen megjelenik, balesetet okoz a szállító járművükkel, majd harcba keveredik velük. Bár Kuda és Tafari legyőzik őt, az idegen felfedi valódi kilétét: Wakanda királynője és az utolsó Fekete Párduc, aki 500 évvel a jövőből érkezett vissza az időben. A jövőből érkezett Párduc látomást mutat nekik: Wakanda romokban hever, elpusztítva egy idegen faj, a Horda által. A pusztulás oka Wakanda elszigetelődő politikája volt, amely megakadályozta, hogy más nemzetekkel szövetségre lépjenek. A királynő azért utazott vissza az időben, hogy megakadályozza ezt a jövőt, és úgy találta, hogy ha a vibránium balta ott marad, ahol megtalálták, az egy jövőbeli király számára lehetőséget ad arra, hogy a világot potenciális szövetségesként lássa. Miután a jövőbeli Párduc visszahúzódik saját idejébe, Tafari megemlíti Kudának, hogy a Párduc igazat mondott a királynő terhességéről. Ezután visszatérnek Adwába, és visszateszik a baltát oda, ahol eredetileg megtalálták. Kuda elhallgatja a történteket a királyi család előtt, míg Tafari reméli, hogy eredeti küldetésük „kudarca” valójában nagyobb jót fog szolgálni. Évekkel később a vibránium balta már egy londoni múzeumban van kiállítva és Erik „Koncoló” Stevens készül ellopni azt. |     |                                             |                          |                 |                    |

## A sorozat készítése
2021 februárjában Ryan Coogler – a Marvel Studios Fekete Párduc (2018) és Fekete Párduc 2. (2022) filmjeinek írója és rendezője – bejelentette, hogy cége, a Proximity Media öt évre szóló televíziós megállapodást kötött a The Walt Disney Company-val. A megállapodás része volt egy Disney+ streaming szolgáltatásra készülő drámasorozat fejlesztése, amely a Fekete Párduc-filmek fiktív országában, Wakandában játszódik. Coogler a sorozatot a Marvel Studios vezetőivel, Kevin Feige-gel, Louis D'Espositóval és Victoria Alonsoval közösen fejlesztette. Richard Newby, a The Hollywood Reporter munkatársa szerint a sorozat lehetőséget adna arra, hogy tovább bővítse Wakanda mitológiáját, miközben tiszteletet is adhat Chadwick Boseman emlékének, aki T’Challa / Fekete Párduc szerepét alakította az MCU-ban egészen 2020 augusztusában bekövetkezett haláláig. Newby szerint a sorozat olyan karakterek háttértörténetét is bemutathatná, mint: M’Baku és a Jabari Törzs, N’Jadaka / Erik "Koncoló" Stevens zsoldos múltja, T’Chaka, T’Challa apja és korábbi Fekete Párduc vagy a Dora Milaje, Wakanda kizárólag nőkből álló elit testőrsége. Emellett Newby több olyan képregényes karaktert is megemlített, akiket a sorozat bevezethetne az MCU-ba, például: Bashenga, az első Fekete Párduc, Queen Divine Justice, egy tinédzser aktivista, aki csatlakozik a Dora Milajéhoz és Kasper Cole / Fehér Tigris, egy NYPD rendőr, aki szintén magára ölti a Fekete Párduc jelmezét.
2022 novemberére a Proximity Media több, Wakandában játszódó sorozaton dolgozott. 2023 márciusában Jeff Sneider újságíró arról számolt be, hogy Ryan Coogler és a Disney egy animációs sorozatot fejleszt, The Golden City munkacímmel, ez Wakanda fővárosára, Birnin Zanára utal. Egy produkciós listán a Golden City szerepelt a Wakanda központú drámasorozat munkacímeként is. A következő hónapban a Marvel Studios egyik vezetője, Nate Moore elmondta, hogy több ötlet is felmerült a Fekete Párduc-filmek szereplőinek Disney+ sorozatokban való bemutatására, de óvatosak voltak, hogy ne gyengítsék a franchise mozis élményét. 2023 decemberében Brad Winderbaum, a Marvel Studios Animation vezetője hivatalosan is bejelentette a Wakanda szemei című animációs sorozatot egy kedvcsináló videóban, amely a stúdió közelgő animációs projektjeit mutatta be. A sorozat fókuszában különböző wakandai harcosok történetei állnak, a történelem különböző időszakaiban. Megerősítették, hogy Coogler és a Proximity Media is részt vesz a munkában, és ekkorra már egy showrunner is dolgozott a sorozaton. Kommentátorok felvetették, hogy ez a projekt vajon azonos-e a korábban említett, Okoye köré épülő sorozattal. Stephanie Holland, a The Root szerzője a sorozat koncepcióját a Star Wars: Jedihistóriák (2022) animációs sorozathoz hasonlította, amely szintén különböző karakterek történetét meséli el eltérő időpontokban.
2024 januárjában derült ki, hogy Todd Harris  korábbi Marvel Studios storyboard-művész, ő maga vetette fel a sorozat ötletét a Marvelnek és Ryan Cooglernek. Harris még a Bosszúállók: Végtelen háború munkálatai közben találta ki az alapkoncepciót, storyboardosként, és ebben az időszakban mutatták be őt Cooglernek is, aki épp a Fekete Párduc forgatásán dolgozott. Harris célja az volt, hogy a sorozatban ötvözze a Marvel-univerzum „összekapcsoltságát” a történelem és az emberi történetmesélés hasonló interkonnektivitásával. Eredetileg azt szerette volna, ha a széria kísérőműként jelenik meg a Fekete Párduc mellett, abban az időben, amikor a Marvel Studiosnak még nem volt animációs részlege. Miután azonban megalakult a Marvel Studios Animation, a stúdió újra megkereste Harrist az ötlettel, hogy kezdjék el a munkát. 2024 későbbi részében Brad Winderbaum megerősítette, hogy Harris alkotója és rendezője is a sorozatnak, 2025 januárjában pedig showrunnerként is megerősítették a szerepét. Harris úgy jellemezte a sorozatot, mint „antológia-jellegű” sorozatot, amelyben minden időszakban játszódó rövid történet része egy nagyobb, összefüggő narratívának.  Harris vezető producerként is részt vesz a projektben, olyan nevekkel együtt, mint: Ryan Coogler, Brad Winderbaum, Kevin Feige, Louis D'Esposito, Zinzi Coogler, Sev Ohanian,  Kalia King és Dana Vasquez-Eberhardt. 2022 júniusa és 2023 júniusa között a Marvel Studios csaknem 20 millió dollárt költött az animációs sorozatra.